# Gramatneusiedl
Gramatneusiedl è un comune austriaco di 3 139 abitanti nel distretto di Bruck an der Leitha, in Bassa Austria; ha lo status di comune mercato (Marktgemeinde).